# أبو عبد الله المدني
وهو أبو عبد الله محمد بن عبد الرحمن ابن أبي الزناد عبد الله بن ذكوان المدني، ولد عام 120 هـ/ 738 م، كان يطلب الحديث مع أبيه وسمع ولقي عامة شيوخ أبيه، وكان أصغر من أبيه بسبع عشرة سنة، وقد سكن بغداد، ومات بها وحديثه الموثق عن النبي قليل، وكان باراً بأبيه ومعظماً له.
وكان في محمد بن عبد الرحمن عدة خصال لا يستغنى عن واحدة منها، وهي: قراءة القرآن والسنة، وقراءة اللغة العربية، والحساب والعروض، ووضع الكتب والسجلات، وأذكار الحقوق.
فكان أعرف الناس بحساب القسم والفرائض، وبالحديث إتقانا له، ومعرفة به.
قال مصعب الزبيري: كان ابن أبي الزناد أحسب أهل المدينة وأبنه وابن ابنه وبن خاله.

## وفاته
قال محمد بن سعد: مات عبد الرحمن ابن أبي الزناد سنة أربع وسبعين ومائة (174هـ/790م) ودفن في مقبرة الخيزران، وابنه محمد مات ببغداد بعد أبيه بإحدى وعشرين ليلة. وهو ابن أربع وخمسين سنة، وكان ثقة.